# 新聞之夜
新聞之夜（Newsnight）是英國廣播公司的一個電視新聞節目，每週一至週五在BBC第二台播出。該節目會邀請專家學者對最近時事進行分析，並且也經常採訪資深政治家。傑瑞米·派克斯曼曾擔任這個節目的主持人長達25年之久，直到2014年4月他辭去該節目主持人的工作。該節目的多位編輯後來都在BBC或其他地方擔任高級職務。新聞之夜的現任主持人包括了科斯蒂·沃克、艾米莉·麥特莉絲、勞拉·庫恩斯伯格和伊萬·戴維斯（自2014年秋季開始任職）。新聞之夜自1980年開始在BBC第二台播出，現在節目於每週一至週五晚間10點30分至11點20分播出。在有重大新聞發生時，新聞之夜會播出特別延長版。例如在2011年7月7日，當世界新聞報停刊時，新聞之夜就延長播出至晚間11點35分。在節目播出後的一段時間之內，觀眾可以在BBC iPlayer上收看和下載往期節目內容。BBC第二台的苏格兰版本会在节目最后20分钟（晚11:00至11:20）播出《新聞之夜蘇格蘭版》。BBC的國際頻道BBC世界新聞台會每週播出一期精編版新聞之夜，時長為26分。
新聞之夜的主題音樂是由喬治·芬頓製作的，多年來雖然這一音樂經歷過數次修改，但從未更換。

## 歷史
新聞之夜自1980年1月30日開始播出。在整個1970年代，BBC2曾播出一個同名的短新聞節目。由於廣播員工協會（當時BBC最大的工會）的原因，新聞之夜比計劃推遲了4個月播出。新聞之夜是BBC新聞（位於BBC電視中心）首次和當前事務部（current affairs department，位於萊姆園攝影棚）直接合作製作的電視節目。一些員工曾擔心他們會因為這檔節目而被裁員。
新聞之夜的前主持人包括了彼得·斯諾（他曾主持這個節目長達17年）；唐納德·麥考密克；唐納德·麥考密克；查爾斯·惠勒；亞當·拉斐爾；約翰·圖薩（後成為BBC國際頻道總監）。早期的新聞之夜曾設有一位副主持人，當時副主持人曾被嘲諷為「新聞之夜的妻子症候群」。副主持人多為女性，主要工作是朗讀新聞頭條。在1985年，奧莉維亞·奧萊里成為該節目第一位女性的主主持人。1987年之後，新聞之夜只有一位主持人。新聞之夜現在完全由BBC新聞製作。
在1988年之前，新聞之夜的開始時間並不固定。這樣BBC2可以在晚間九點半播出電影，以在BBC1播出完主要新聞之後繼續播出新聞。不過在後來，BBC電視部門的主管比爾·科頓在未告知外界的情況下決定固定BBC所有節目的播出時間，新聞之夜也在調整之列。他的這一舉動在BBC內引起軒然大波，台內的一位大佬稱這將會「毀了BBC」。2012年10月15日，新聞之夜搬至BBC廣播大樓的新攝影棚播出。
1997年5月13日，帕克斯曼訪問英國前內政大臣邁克爾·霍華德並詢問有關監獄系統醜聞的問題時，面對霍華德避重就輕的回答，帕克斯曼曾連問霍華德12次「你是否有威脅過要否決他？（Did you threaten to overrule him?）」（這裡的「他」是指英國的監獄服務系統首長德里克·劉易斯）。這已成為新聞之夜節目最為著名的訪談。之後在新聞之夜的20週年紀念節目時，帕克斯曼對霍華德表示他當時只是想拼命延長訪談的時間，因為下一段節目內容在當時還未準備好。
2001年4月，BBC董事會裁定新聞之夜有關彼得·曼德尔森辭職的報導帶有政治上的偏袒。董事會批評該節目只邀請工黨的支持者討論這一議題，並且在整個45分鐘的節目中，沒有一位反對黨人士出演。這期節目引發了其他媒體的抗議，一位評論家描述稱新聞之夜很好的掩飾了其是個一黨制國家。
在傳統上，新聞之夜會播出股市行情來結束節目。2005年時，節目編輯彼得·巴隆決定改播出30秒的天氣預告。他認為在網上也可以查詢股市行情，而天氣預報會更為實用。這一改變引發了不少的抱怨。帕克斯曼一次曾用嘲諷的口氣播報天氣預報：「最後是有爭議的天氣預報。明天的天氣是十足的大雜燴。晴天、雨天、打雷、冰雹、雪天、寒冷、刮風。值得去上班。」。另一次則是「這可是四月。你有什麼好期待的？」「明天記得帶上傘。」。他的天氣預報雖然被抱怨，不過他還是很高興能播報天氣。節目還進行了電話調查，前天氣預報員邁克·費什表示應播出天氣預報。而前財政大臣諾曼·拉蒙特則認為應播出股市行情。在投票調查中，62%的觀眾支持播出股市行情。2005年4月18日，新聞之夜恢復播出股市行情。
2012年10月3日，獨立電視台播出有關吉米·薩維爾的性醜聞紀錄片。在紀錄片播出一周之後，有指控稱新聞之夜的記者莉茲·麥克金和製作人梅裏安·瓊斯曾在2011年12月調查薩維爾的醜聞，但由於和BBC在薩維爾死後準備的紀念節目有抵觸，播出之前這一調查被丟棄。BBC後指派前天空新聞台主管尼克·波拉德調查新聞之夜為何棄播這一專題。10月23日，BBC總裁喬治·恩特威斯爾在出席議會文化、媒體和體育委員會會議時表示這是一個「災難性的錯誤」，並且將停播新聞之夜。2012年11月2日，新聞之夜報導保守黨人士麥克阿爾品勛爵虐待兒童。但在11月8日，衛報指出這一新聞為誤報。受害人也在之後撤回了指控。節目的製作團隊在播出之前並未聯繫過麥克阿爾品勳爵。11月9日，新聞之夜在節目中就這一事件作出道歉。2012年12月19日，尼克·波拉德發表了其調查報告。報告指出新聞之夜的撤播薩維爾專題的決定不妥，並且批評BBC高層在醜聞被揭露後陷入了混亂。BBC則宣布撤換新聞之夜的編輯彼得·里彭和副編輯莉茲·吉本斯。
1999年至2014期間，BBC第二台蘇格蘭曾經播出一檔派生節目新聞之夜蘇格蘭版，主持人是戈登·布魯爾。在蘇格蘭，新聞之夜的後二十分鐘內容會被新聞之夜蘇格蘭版所代替。自2014年5月開始，蘇格蘭恢復播出新聞之夜的全部內容，但播出時間會比英國其他地區晚30分鐘。而新聞之夜蘇格蘭版則被新節目蘇格蘭2014所取代。
在2014年4月30日，節目的主要主持人傑瑞米·派克斯曼宣布他將在2014年內退出節目的主持工作。在2014年7月，伊萬·戴維斯被宣布為帕克斯曼的後任。

## 新聞之夜回顧
在2000年至2009年12月期間，每週五晚的新聞之夜在晚間11點就播出結束，而自11點開始會播出一檔名為新聞之夜回顧（Newsnight Review）的節目。節目時長35分鐘，主要內容是一周藝術和文化界動態。後因BBC將部分節目改在倫敦以外製作，新聞之夜回顧亦在2009年12月18日播出最後一集。最後一集的新聞之夜回顧延長了播出時間。而取代新聞之夜回顧的新節目是在格拉斯哥製作的回顧秀，於2010年1月22日開始播出。回顧秀的製作人和新聞之夜回顧相同，並且主持人也都是科斯蒂·沃克和瑪莎·科爾尼。

## 國際版以及在其他媒體播出
英國國內觀眾可以通過網路在BBC iPlayer收看播出7日以內的新聞之夜節目。新聞之夜每週都會在BBC的國際新聞頻道BBC世界新聞台播出一期精編版，但內容主要聚焦國際議題。美國洛杉磯地區的一家名為KCET的獨立公共電視台也有播出國際版的新聞之夜。

## 外部連結
- 在BBC Programmes了解《新聞之夜》（英文）

- 互联网电影数据库（IMDb）上《Newsnight》的资料（英文）
- Paxarotti packs punch in Newsnight opera （页面存档备份，存于） BBC News, 5 September 2003 - Newsnight: The Opera
- Newsnight weathers storm as forecast is axed （页面存档备份，存于） The Guardian, 15 April 2005
- Newsnight 25 （页面存档备份，存于）
- Newsnight at 20: the awkward squad （页面存档备份，存于）
- Newsnight blogs:
  - Idle Scrawl （页面存档备份，存于） BBC Blogs
  - Michael Crick's blog （页面存档备份，存于） BBC Blogs